# Ervidel
 Ervidel  ist eine Gemeinde (freguesia) in Portugal und gehört zum Landkreis von Aljustrel, mit einer Fläche von 38,9 km² und 917 Einwohnern (Stand 19. April 2021). Dies ergibt eine Bevölkerungsdichte von 23,6  Einw./km².
Der Ort liegt am Staudamm von Barragem do Roxo, der sein Wasser aus den Zuflüssen des Rio Sado erhält. Die Gemeinde ist landwirtschaftlich geprägt (Wein, Oliven, Viehzucht und Holzwirtschaft). In Ervidel befindet sich eine Zweigstelle des Museums von Aljustrel im Gebäude der Landwirtschaftsschule. Hier werden Gegenstände und Verfahren der Olivenölgewinnung gezeigt. 